# Système de référence linéaire
Le système de référence linéaire (sigle anglais LRS, également appelé Système de référencement linéaire) est un système de référence qui permet de localiser les éléments à l'aide d'une mesure le long d'un élément linéaire. Chaque entité est localisée par un point connu sous le nom de "jalon" ou par un événement linéaire ("segment"). Le système est conçu de telle sorte que si un segment de route est modifié, seuls les jalons du segment modifié doivent être mis à jour.
Un LRS est approprié pour la gestion des données relatives aux entités linéaires comme les routes, les chemins de fer, les pipelines (de transport de pétrole et gaz), et des rivières.
Un LRS permet d'identifier l'emplacement des entités et des caractéristiques d'un pipeline par mesure de distance depuis le début de l'oléoduc. Un LRS est fourni par exemple par GRASS Système d'information géographique et PostGIS.

## Source
- (en) Cet article est partiellement ou en totalité issu de l’article de Wikipédia en anglais intitulé « Linear referencing » (voir la liste des auteurs).